# Cose che abbiamo in comune. 44 lettere dal mondo liquido
Cose che abbiamo in comune. 44 lettere dal mondo liquido (titolo originale 44 letters from the Liquid Modern World) è un saggio di Zygmunt Bauman. Edito nel 2010, è stato tradotto in italiano da Marzia Porta per conto di Editori Laterza.
Il saggio è una raccolta di brevi scritti (definiti lettere dall'autore) incentrati sul contemporaneo mondo liquido-moderno, in cui vengono messe a nudo caratteristiche e contraddizioni della nostra società tramite analisi lucide e pungenti. Lo scopo di Bauman è mostrare quelle realtà che sono "nascoste in piena luce", cioè che tutti noi abbiamo sott'occhio e, proprio per questo, non riusciamo ad analizzare con la giusta capacità. Ne emerge quindi un quadro estremamente critico e abbastanza pessimistico, espresso però tramite un lessico asciutto e comprensibile (meno artificioso del saggio Retrotopia, ad esempio), ma assolutamente non banale.
La scelta di scrivere 44 capitoli è un omaggio al poeta polacco Adam Mickiewicz creatore di un personaggio omonimo, grazie a cui Bauman vi assocerà «lo stupore e la speranza che accompagnano l'arrivo della Libertà».

## Edizioni
- Zygmunt Bauman, Cose che abbiamo in comune. 44 lettere dal mondo liquido, traduzione di Marzia Porta, i Robinson/Letture, Editori Laterza, 2012,  p. 213, ISBN 978-88-420-9922-2.
- Zygmunt Bauman, Cose che abbiamo in comune. 44 lettere dal mondo liquido, traduzione di Marzia Porta, Economica Laterza, Editori Laterza, 2013,  p. 212, ISBN 9788858109687.